# Simonstone (Lancashire)
Simonstone est un village et une paroisse civile du Lancashire, en Angleterre.